# 和鋼
和鋼（わこう）とは現在の日本鉄鋼協会を結成した東京帝国大学名誉教授の俵国一が1914年（大正4年）に命名した、高級刃物や日本刀の金属刃部を構成する材料およびその原料を指す。
玉鋼という言葉が有名であるが、元来は美称であり和鋼の品質等級を示す用語である。
直接製鋼法にて、純度をあげ、特に現代製鋼法では困難なケイ素、マンガン、有害元素となるリン、硫黄等を極力低減した製鋼法で出来た鋼のことを主に指しており、2種類に大別される。
一つは、古代から続く「たたら吹き」である。たたら吹きは、玉鋼等の日本刀の素材製造を目的としている。
もう一つは、近代に入って開発された「安来法」である。安来法は安来鋼として数多くの刃物素材やその他特殊用途の材料として使用されており、新和鋼とも呼ばれる、日立金属で製造されている刃物鋼や工具鋼である。類似の語感を与えるものに日本鋼というものがあるが、これは現代の間接製鋼法であるので和鋼とは別材料で、日本工業規格等に制定されている工業用量産鋼を刃物鋼として代用したものが多い。